# Кубок трёх наций 1997
Кубок трёх наций 1997 — 2-й розыгрыш Кубка трёх наций, ежегодного турнира по регби-15 между командами Австралии, Новой Зеландии и ЮАР. Проходил с 19 июля по 23 августа 1997 года. Победителем стала Новая Зеландия.

## Регламент
Команды проводят по две игры (одну дома, другую в гостях) с каждым из соперников. Побеждает команда, набравшая большее количество очков. Помимо очков за победу и ничью, можно, при выполнении определённых условиях, заработать бонусные очки:
- 4 очка за победу
- 2 очка за ничью
- 0 очков за поражение
- 1 очко за четыре или более занесённые командой попытки в матче, вне зависимости от конечного результата игры (бонус в атаке)
- 1 очко за проигрыш в матче с разницей в семь или менее очков (бонус в защите)

## Результаты

### Итоговое положение команд
| Место | Команда        | Игры | Игры | Игры | Игры | Игровые очки | Игровые очки | Игровые очки | Бонусные очки | Всего очков |
| Место | Команда        | И    | В    | Н    | П    | +            | −            | ±            | Бонусные очки | Всего очков |
| ----- | -------------- | ---- | ---- | ---- | ---- | ------------ | ------------ | ------------ | ------------- | ----------- |
| 1     | Новая Зеландия | 4    | 4    | 0    | 0    | 159          | 109          | +50          | 2             | 18          |
| 2     | ЮАР            | 4    | 1    | 0    | 3    | 148          | 144          | +4           | 3             | 7           |
| 3     | Австралия      | 4    | 1    | 0    | 3    | 96           | 150          | -54          | 2             | 6           |

### Матчи

#### Первый матч
| 19 июля 1997 17:00 (UTC+2)                                                                   | \| ЮАР \| 32:35 (23:19) \| Новая Зеландия \| \| Попытки: Беннет, Дротске Реализации: де Бир (2/2) Штрафные: де Бир (4) Дроп-голы: де Бир (2) \| Голы \| Попытки: Банс (2), Спенсер, Уилсон Реализации: Спенсер (3/4) Штрафные: Спенсер (3) \| | «Ellis Park», Йоханнесбург Зрителей: 51 000 - 59 737 - - 60 000 Судья: Питер Маршалл Помощники судьи: Уэйн Эриксон, Клейтон Томас |
| ЮАР                                                                                          | 32:35 (23:19) | Новая Зеландия |
| Попытки: Беннет, Дротске Реализации: де Бир (2/2) Штрафные: де Бир (4) Дроп-голы: де Бир (2) | Голы | Попытки: Банс (2), Спенсер, Уилсон Реализации: Спенсер (3/4) Штрафные: Спенсер (3)                                                |

#### Второй матч
| 26 июля 1997 19:35 (UTC+10)                                      | \| Австралия \| 18:33 (6:23) \| Новая Зеландия \| \| Попытки: Греган, Литтл Реализации: Барк (1/2) Штрафные: Барк (2) \| Голы \| Попытки: Банс, Каллен, Уилсон Реализации: Спенсер (3/3) Штрафные: Спенсер (4) \| | «Melbourne Cricket Ground», Мельбурн Зрителей: 90 119 Судья: Эд Моррисон Помощники судьи: Дерек Бивэн, Клейтон Томас |
| Австралия                                                        | 18:33 (6:23) | Новая Зеландия |
| Попытки: Греган, Литтл Реализации: Барк (1/2) Штрафные: Барк (2) | Голы | Попытки: Банс, Каллен, Уилсон Реализации: Спенсер (3/3) Штрафные: Спенсер (4)                                        |

#### Третий матч
| 2 августа 1997 19:35 (UTC+10)                                             | \| Австралия \| 32:20 (26:10) \| ЮАР \| \| Попытки: Ларкхэм, Ману, Тюн (2) Реализации: Нокс (3/4) Штрафные: Нокс (2) \| Голы \| Попытки: Эндрю, де Бир, дю Рандт Реализации: де Бир (1/3) Штрафные: де Бир \| | «Lang Park», Брисбен Зрителей: 36 000 - 36 416 Судья: Колин Хоук           |
| Австралия                                                                 | 32:20 (26:10) | ЮАР                                                                        |
| Попытки: Ларкхэм, Ману, Тюн (2) Реализации: Нокс (3/4) Штрафные: Нокс (2) | Голы | Попытки: Эндрю, де Бир, дю Рандт Реализации: де Бир (1/3) Штрафные: де Бир |

#### Четвёртый матч
| 9 августа 1997 14:35 (UTC+12)                                                                                  | \| Новая Зеландия \| 55:35 (23:21) \| ЮАР \| \| Попытки: Каллен (2), Иеремия, Маршалл, Ранделл, Спенсер, Умага Реализации: Спенсер (4/7) Штрафные: Спенсер (4) \| Голы \| Попытки: Крюгер, Монтгомери, Россоу, Тейчмэн, ван дер Уэстхайзен · Реализации: де Бир (3/3), · Хониболл (2/2) · : Вентер 47' \| | «Eden Park», Окленд Зрителей: 35 000 - 48 000 Судья: Дерек Бивэн Помощники судьи: Джоэл Дюм, Брайан Кэмпсолл                 |
| Новая Зеландия                                                                                                 | 55:35 (23:21) | ЮАР |
| Попытки: Каллен (2), Иеремия, Маршалл, Ранделл, Спенсер, Умага Реализации: Спенсер (4/7) Штрафные: Спенсер (4) | Голы | Попытки: Крюгер, Монтгомери, Россоу, Тейчмэн, ван дер Уэстхайзен · Реализации: де Бир (3/3), · Хониболл (2/2) · : Вентер 47' |

#### Пятый матч
| 16 августа 1997 18:35 (UTC+12)                                                    | \| Новая Зеландия \| 36:24 (36:0) \| Австралия \| \| Попытки: Каллен, Маршалл, Ранделл Реализации: Спенсер (3/3) Штрафные: Спенсер (5) \| Голы \| Попытки: Ларкхэм (2), Рофф, Тюн Реализации: Нокс (2/4) \| | «Free State Stadium», Блумфонтейн Зрителей: 42 500 Судья: Джоэл Дюм Помощники судьи: Дерек Бивэн, Брайан Кэмпсолл |
| Новая Зеландия                                                                    | 36:24 (36:0) | Австралия |
| Попытки: Каллен, Маршалл, Ранделл Реализации: Спенсер (3/3) Штрафные: Спенсер (5) | Голы | Попытки: Ларкхэм (2), Рофф, Тюн Реализации: Нокс (2/4)                                                            |

#### Шестой матч
| 23 августа 1997 17:00 (UTC+2) | \| ЮАР \| 61:22 (18:15) \| Австралия \| \| Попытки: Эндрю, Бронихэн, Дэлтон, де Бир, Эрасмус, Монтгомери (2), Россоу · Реализации: де Бир (6/8) · Штрафные: де Бир (3) · : ван дер Уэстхайзен 24'-34' · дю Рандт 39'-49' \| Голы \| Попытки: Нокс, Литтл, Рофф · Реализации: Нокс (2/3) · Штрафные: Нокс · : Холбэк 35'-45' \| | «Loftus Versfeld Stadium», Претория Зрителей: 49 000 - 51 000 Судья: Пэдди О’Брайен     |
| ЮАР | 61:22 (18:15) | Австралия                                                                               |
| Попытки: Эндрю, Бронихэн, Дэлтон, де Бир, Эрасмус, Монтгомери (2), Россоу · Реализации: де Бир (6/8) · Штрафные: де Бир (3) · : ван дер Уэстхайзен 24'-34' · дю Рандт 39'-49' | Голы | Попытки: Нокс, Литтл, Рофф · Реализации: Нокс (2/3) · Штрафные: Нокс · : Холбэк 35'-45' |

| Кубок трёх наций 1997 Победитель |
| -------------------------------- |
| Флаг Новой Зеландии              |
| Новая Зеландия 2-й раз           |